# Parsonsia macrophylla
Parsonsia macrophylla là một loài thực vật có hoa trong họ La bố ma. Loài này được Pichon ex Guillaumin mô tả khoa học đầu tiên năm 1950.